# 安亭镇
安亭镇，是中国上海市嘉定区的一个镇，位于嘉定区西南部，是上海“一城九镇”城市规划中的一个卫星城。西临江苏省昆山市，南接青浦区白鹤镇。2009年2月黄渡镇并入后，总面积89.29平方公里。户籍人口8.39万人（2008年）。

## 历史沿革
安亭镇于明朝正德年间形成，因古制“十里一亭”而得名。1958年，上海市政府决定在安亭镇设立工业区，大量设立工厂。1959年，上海市當局在总体规划中將安亭镇定位為汽车城。1966年，上海國棉十七廠的王洪文等紅衛兵造反派在安亭阻礙滬寧鐵路長達二十個小時，史稱“安亭事件”。1970年5月，上海客车厂利用上海市建工局混凝土制品六厂的厂址，营建新厂。1971年10月，在一机部的指令下，上海客车厂新厂移交上海汽车厂。1984年，德国大众汽车在此投资设立合资企业生产汽车，后上汽集團也迁移来此，使得安亭成为“汽车城”，经济发展也完全围绕汽车工业。1987年4月，安亭乡并入安亭镇。2000年9月，方泰乡并入，2001年11月，因上海国际汽车城的建立，原青浦区白鹤镇西元村等5个村组地块划入安亭镇，2009年，上海市政府批准嘉定区撤销安亭镇、黄渡镇，成立新的安亭镇。

## 街镇风貌
安亭交通便利，沪宁高速公路、京沪铁路、上海轨道交通11号线均经过安亭，吴淞江和蕰藻浜也流经安亭。上海國際賽車場设立于本镇。目前，安亭的人均GDP已达到每年接近15000美元。

## 名人
- 归有光，明朝中期散文家、官员。
- 陈祖德，中国棋院首任院长。
- 夏采曦，中国共产党中央特别行动科第三科长。
- 张鹏翀，清朝画家。
- 黄淳耀，明朝末期进士，抗清义士。
- 周湘，近代画家。

## 行政区划
安亭镇下辖以下居委会及村委会：
迎春社区居委会、红梅社区居委会、紫荆社区居委会、玉兰第一社区居委会、玉兰第二社区居委会、玉兰第三社区居委会、方泰社区居委会、博泰社区居委会、新源社区居委会、沁富社区居委会、黄渡社区居委会、绿苑社区居委会、春盛苑社区居委会、莱英社区居委会、新安社区居委会、博园社区居委会、墨玉社区居委会、讴象社区居委会、陆巷社区居委会、泰顺社区居委会、塔庙村村委会、南安村村委会、顾浦村村委会、兰塘村村委会、向阳村村委会、火炬村村委会、新泾村村委会、前进村村委会、塘庄村村委会、林家村村委会、双浦村村委会、吕浦村村委会、水产村村委会、先锋村村委会、赵巷村村委会、星光村村委会、星明村村委会、光明村村委会、黄墙村村委会、漳浦村村委会、朱泾村村委会、顾垒村村委会、方泰村村委会、陆象村村委会、讴思村村委会、水产村（方泰）村委会、西元村村委会、龚闵村村委会、泥岗村村委会、邓家角村村委会、朱家村村委会、许家村村委会、罗家村村委会、钱家村村委会、东街村村委会、黄沈村村委会、老宅村村委会、顾家村村委会、杨木桥村村委会、横河村村委会、联西村村委会、联群村村委会、星塔村村委会、安驰路居委会。